# Classe De Zeven Provinciën (fragatas)
A Classe De Zeven Provinciën é uma série de quatro fragatas de comando e defesa aérea a serviço da Marinha da Holanda. É também chamada de classe LCF (abreviação de Luchtverdedigings- en commandofregat).

## Sistemas

### Armamento
As fragatas da classe De Zeven Provinciën estão equipadas para serem utilizadas no combate antiaérea, anti-superfície e anti-submarina. O seu armamento principal consiste em dois lançadores quádruplos de mísseis antinavio AGM-84 Harpoon com um alcance de 120 km. Para apoiá-los, as fragatas contam com o canhão Oto Melara de 127 mm e várias metralhadoras.
O principal sistema de defesa antiaérea é o lançador de mísseis vertical Mk 41 VLS, projetado para acolher os mísseis antiaéreos RIM-66 SM-2 III e RIM-162 ESSM. As fragatas também carregam 32 mísseis de cada tipo com alcance máximo de 75 e 50  km, respectivamente. O sistema Goalkeeper CIWS fornece proteção contra mísseis. Dispara munição de 30 mm e pode aumentar a cadência de tiro para 4.200 disparos por minuto para bater alvos distantes 2000 m.
Para a guerra anti-submarina, cada navio é equipado com um helicóptero NHI NH90, que transporta torpedos Mark 32. Os navios têm dois lançadores de mísseis gêmeos que usam esses torpedos.

### Sensores
Os navios estão equipados com um conjunto de sensores integrados ao controle dos armamentos. O sistema de orientação dos navios se dá por um radar multifeixe SMART-L para o rastreamento de alvos de longo alcance e um radar multifuncional APAR. Cada navio pode controlar até 32 mísseis simultaneamente, incluindo 16 para a orientação terminal de mísseis.

## Histórico de serviço
As fragatas da classe De Zeven Provinciën estiveram envolvidas em operações antipirataria no Chifre da África, onde operaram por um sistema de rotação de navios europeus e aliados. O HNLMS De Zeven Provinciën notavelmente participou de uma missão de intervenção no MV Taipan, um navio mercante alemão capturado por piratas somalis; um comando de seis marinheiros holandeses se aproximou do convés do navio de carga a bordo de um helicóptero Lynx e prendeu os piratas e libertou a tripulação.

## Exportação
Em junho de 2013, o Brasil demonstrou interesse nas fragatas da Classe De Zeven Provinciën, sendo que o almirante Julio Soares de Moura Neto, então comandante da Marinha do Brasil, subiu a bordo da fragata neerlandesa.
Em 30 de novembro de 2017, a Alion Canada apresentou uma proposta baseada na Classe De Zeven Provinciën para o contratorpedeiro canadense da Classe River (década de 2030). O Grupo Damen, como construtor das fragatas da Classe De Zeven Provinciën, fez parte da equipe da Alion nesta proposta. O projeto proposto foi adaptado aos requisitos canadenses. Como resultado, o Goalkeepers CIWS foi substituído, o design apresenta mais armas e possui diferentes sensores e radares.
Em maio de 2024, foi relatado que as fragatas da classe De Zeven Provinciën poderiam ser vendidas após serem aposentadas da Marinha Real Holandesa.

## Substituição
Em 2020, foi anunciado que esses navios de uso intensivo não serão substituídos conforme planejado por volta de 2025. Em vez disso, os navios ficarão cinco anos a mais em serviço. A Marinha Real Neerlandesa e a Marinha Alemã cooperarão para um projeto de plataforma conjunta para substituir as fragatas da Classe Sachsen e as fragatas da Classe De Zeven Provinciën de 2030 a 2035 em diante. Em dezembro de 2023, foi relatado que a carta para iniciar o projeto de substituição das fragatas da Classe De Zeven Provinciën, a entitulada A-brief, havia sido adiada.
Em março de 2024, o secretário de Estado da Defesa dos Países Baixos enviou uma carta à Segunda Câmara, na qual foram anunciados planos para substituir as atuais fragatas de defesa aérea da Classe De Zeven Provinciën por uma nova classe de quatro novas fragatas de defesa aérea. Estima-se que os quatro novos navios custem mais de 3,5 bilhões de euros e o primeiro navio deverá estar operacional em 2036. A empresa neerlandesa Grupo Damen terá um papel principal na construção dos novos navios. Vários sistemas das fragatas da Classe De Zeven Provinciën também serão reutilizados para as novas fragatas de defesa aérea, incluindo radares APAR Block 2, canhões navais de 127 mm, mísseis de ataque naval e mísseis Tomahawk.

## Lista de navios
| Nº na amurada | Nome                | Batimento de quilha   | Lançado             | Estado       |
| ------------- | ------------------- | --------------------- | ------------------- | ------------ |
| F802          | De Zeven Provinciën | 1 de setembro de 1998 | 8 de abril de 2000  | Em atividade |
| F803          | Tromp               | 3 de setembro de 1999 | 7 de abril de 2001  | Em atividade |
| F804          | De Ruyter           | 1 de setembro de 2000 | 13 de abril de 2002 | Em atividade |
| F805          | Evertsen            | 3 de setembro de 2001 | 19 de abril de 2003 | Em atividade |

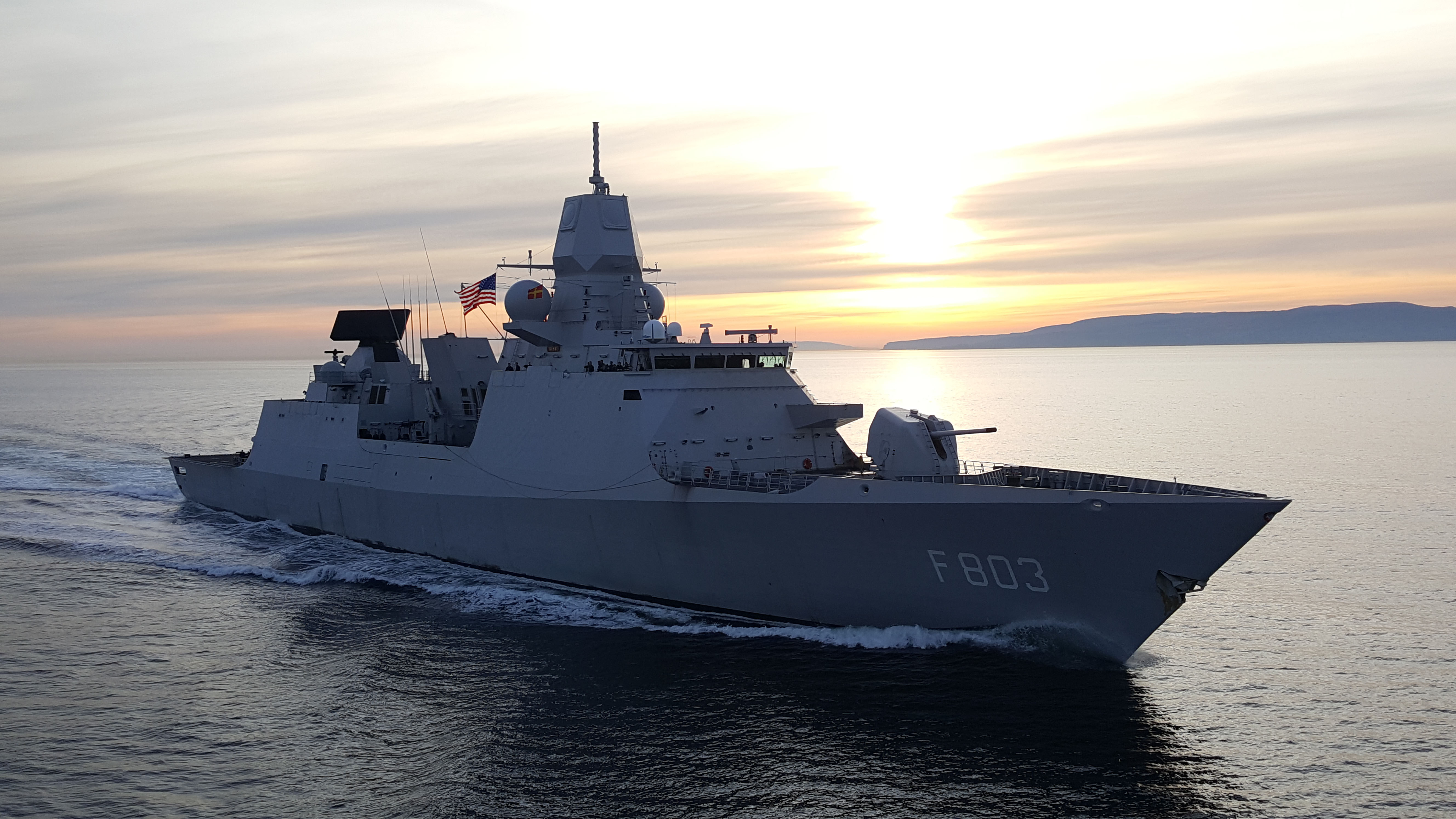
Fragata HNLMS Tromp da classe De Zeven Provinciën
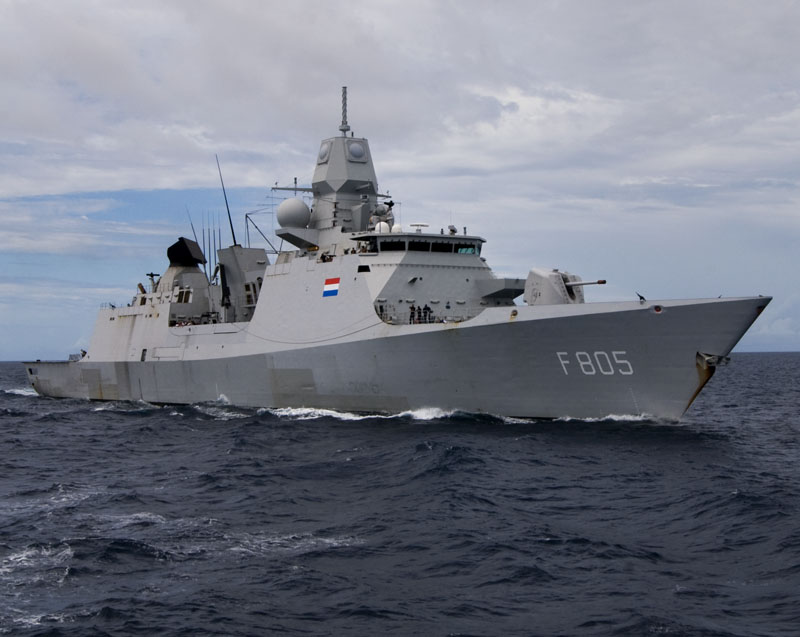
Fragata HNLMS Evertsen
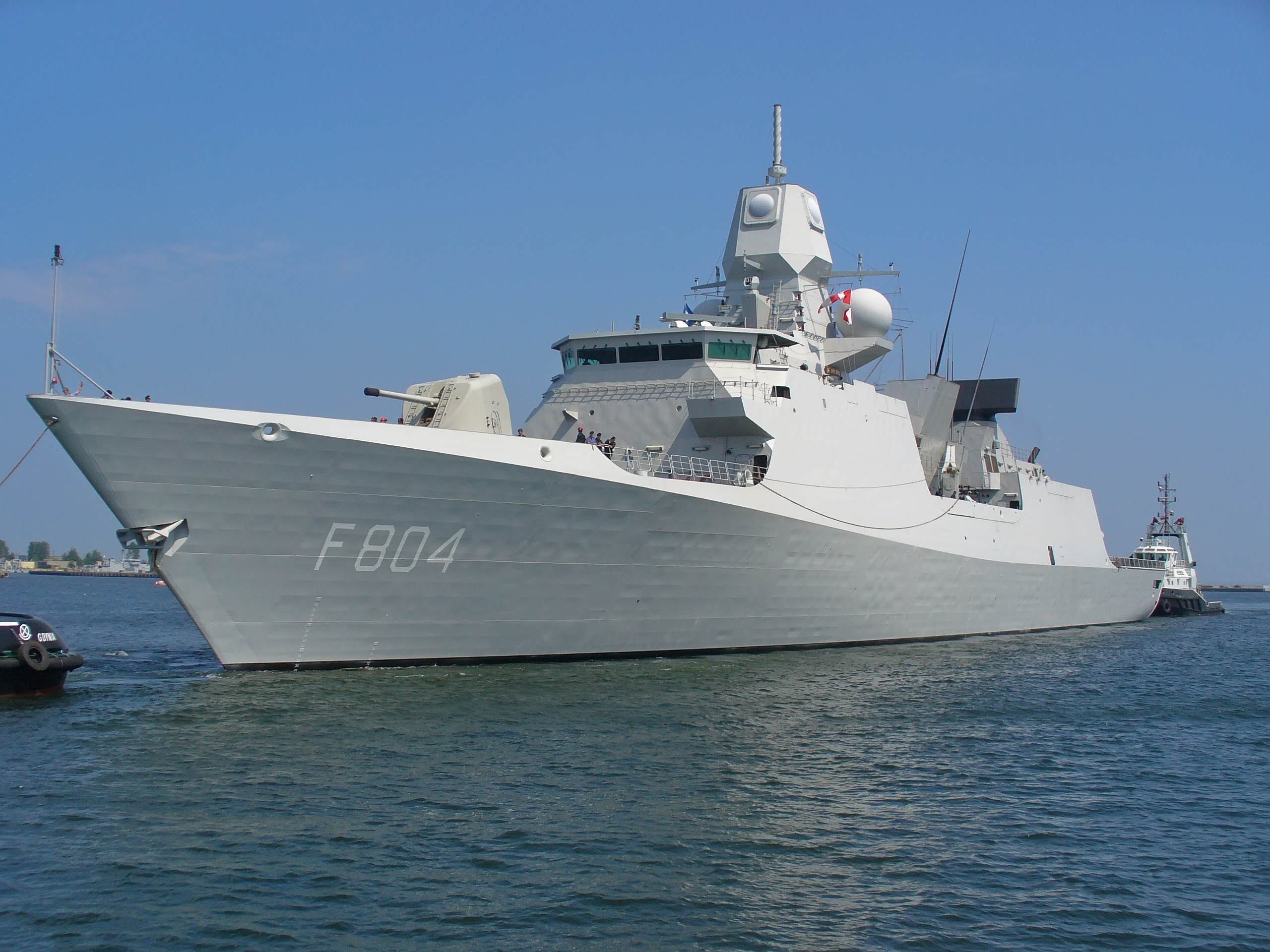
Fragata HNLMS De Ruyter